# Miloje Vasić
Miloje Vasić (en serbe cyrillique : Милоје Васић ; né le 3 septembre 1869 à Veliko Gradište - mort le 4 novembre 1956 à Belgrade), était un archéologue serbe. Il fut le fondateur de la science archéologique en Serbie. Il fut professeur à l'université de Belgrade et membre de l'Académie serbe des sciences et des arts (SANU).

## Biographie
Miloje Vasić effectua ses études secondaires au lycée de Veliko Gradište puis il étudia la philologie classique et l'histoire à Belgrade. À partir de 1895, il enseigna dans un lycée de la capitale et travailla comme assistant au Musée national. Il obtint une bourse pour étudier l'archéologie à Berlin et, en 1898, il étudia l'archéologie classique à Munich avec Adolf Furtwängler. En 1899, il obtint son doctorat avec une thèse sur Le flambeau dans la religion et l'art grecs. À partir de 1901, il enseigna l'archélogie à la haute école de Belgrade, qui allait, en 1905, devenir l'université de Belgrade ; il devint également conservateur au Musée national de la ville. Il poursuivit son enseignement à l'université, sous une forme ou sous une autre, jusqu'en 1955. 
En 1948, il devint membre correspondant de l'Académie serbe des sciences et des arts et membre de plein droit en 1852.

## Travaux
Miloje Vasić est surtout connu pour les fouilles qu'il a effectuées en 1908 dans la localité de Vinča à proximité de Belgrade, sur le site de Belo brdo. Avec son équipe, il mit au jour des vestiges datant de la période néolithique ; compte tenu de l’importance de ces découvertes, le site a donné son nom à une culture qui s’est développée le long du Danube entre 6 000 et 3 000 av. J.-C. : la culture de Vinča,. Belo brdo est aujourd'hui inscrit sur la liste des sites archéologiques d'importance exceptionnelle de la république de Serbie.